# Serripes
Serripes (лат.) — род морских двустворчатых моллюсков из семейства сердцевидок. Типовой вид — Serripes groenlandicus.
Длина раковины до 11 см. Обитают в Арктике, северной и восточной частях Тихого океана и северной Атлантике. Бентосные животные, встречаются на глубине от 0 до 110 м. Охранный статус видов рода не оценён, они безвредны для человека, не являются объектами промысла.

## Виды
На декабрь 2023 года в род включают 3 вида:
- Serripes groenlandicus (Mohr, 1786)
- Serripes laperousii (Deshayes, 1839)
- Serripes notabilis (G. B. Sowerby III, 1915)